# The Man in the Iron Mask (pel·lícula de 1977)
The Man in the Iron Mask és una pel·lícula de televisió del 1977 adaptada de la novel·la de 1847–1850 El vescomte de Bragelonne d'Alexandre Dumas i presentant diverses similituds argumentals amb la versió cinematogràfica de 1939. Va ser produït per Norman Rosemont per a ITC Entertainment, i protagonitzat per Richard Chamberlain com a rei Lluís XIV i el seu bessó Philippe, Patrick McGoohan com a Nicolas Fouquet, Ralph Richardson com a Jean-Baptiste Colbert, Louis Jourdan com a D'Artagnan i Ian Holm com a Chevalier Duval. Jenny Agutter interpreta l'amant de Lluís XIV, Louise de la Vallière. Vivien Merchant apareix com a Reina Maria Teresa. Va ser dirigida per Mike Newell.

## Argument
En aquesta versió, les edats dels bessons s'intercanvien. Felip és el rei primogènit i legítim, que havia estat expulsat des del seu naixement i criat sense coneixement de la seva veritable identitat en un complot del Cardenal Mazarin per manipular Lluís abans de la seva pròpia mort. Colbert i D'Artagnan planifiquen reemplaçar Louis (que és un rei ineficaç més interessat en la dansa i el plaer que el benestar de França) per Philippe, i en el procés derrocar el corrupte ministre de Finances Fouquet, que ha malversat de la Hisenda Nacional. Louis és rebutjat per la seva pròpia dona i fa avenços repetits a Louise, que al seu torn és rebutjada per ell però s'enamora de Philippe.

## Repartiment
- Richard Chamberlain com a Rei Lluís XIV/Philippe
- Jenny Agutter com a Louise de La Vallière, l'amant de Lluís XIV
- Patrick McGoohan com a Nicolas Fouquet
- Ralph Richardson com a Jean-Baptiste Colbert
- Louis Jourdan com a D'Artagnan
- Ian Holm com el cavaller Duval
- Hugh Fraser com a Montfleury
- Brenda Bruce com a Reina Anna d'Àustria
- Vivien Merchant com a Reina Maria Teresa

## Producció
Encara que era una pel·lícula feta per a la televisió, es van utilitzar per al rodatge ubicacions reals a França, incloent-hi el Château de Fontainebleau i el castell real de Fouquet de Vaux-le-Vicomte per a l'escena del ball final.